# Blaise Cendrars
Blaise Cendrars (La Chaux-de-Fonds, cantón de Neuchâtel, Suiza, 1 de septiembre de 1887 - París, 21 de enero de 1961), cuyo nombre real era Frédéric-Louis Sauser, fue un escritor suizo en lengua francesa. Adoptó la nacionalidad francesa en 1916.
Sus viajes, reales e imaginarios, son la fuente de inspiración principal de su poesía (La Prosa del transiberiano y de la pequeña Jehanne de Francia un magnífico poema de dos metros de altura en su edición original, ilustrado con colores simultáneos por Sonia Delaunay, 1913) y de su prosa (El oro, 1925, el trágico destino de Johann Augustus Sutter, millonario que se arruinó al encontrarse oro en un terreno de su propiedad; Bourlinguer, 1948).
Tras enrolarse en la Legión Extranjera, participó en la Primera Guerra Mundial en la que perdió el brazo derecho, amputado en 1915 por debajo  del codo (antebrazo). Este acontecimiento marcará su obra profundamente, puesto que si su brazo derecho es el que le sirve para su oficio de escritor también es el que usa como pianista. La guerra decidió su vocación.

## Biografía

### Los orígenes
Nacido en una familia burguesa de origen bernés, aunque francófona, durante su infancia, seguirá a sus padres entre Egipto, Nápoles y Basilea, y luego va a estudiar a un internado en Alemania del que se escapará. Descubierto en Neuchâtel, sus padres le fuerzan a cursar estudios en la Escuela de Comercio, lo que no es muy de su agrado.
A los 16 años, huye junto a un traficante, Rogovine. Cruza Alemania y llega a Moscú, en plena efervescencia revolucionaria, viaja en el Transiberiano para hacer negocios en Asia. Todo lo que vive en estos años influirá mucho en el sentido de su vida. Trabajó con un joyero suizo en San Petersburgo hasta 1907. En la biblioteca imperial, de la que es habitual, un bibliotecario, Sozonov, le anima a que se haga escritor. Empieza a anotar sus lecturas, sus pensamientos, costumbre que conservó a lo largo de toda su vida. 
En esa época escribe La Leyenda de Novgorod o del oro gris, que el propio Sozonov traduce al ruso y del que imprime 14 ejemplares en blanco sobre papel negro. Hasta 1996, no se supo de ningún ejemplar de este mítico libro que se encontraba en todas sus bibliografías desde su primer libro "oficial" en 1912 (Secuencias). Muchos opinan incluso que ese libro nunca existió, acrecentando de ese modo la fama de fabulador que siempre le persiguió en vida e incluso después de muerto. Un poeta declaró haber encontrado un ejemplar en los anaqueles de un librero búlgaro en 1996. No se tiene la certeza de que el ejemplar sea auténtico.
Al regresar a Suiza, estudia medicina en Berna, pero no encuentra las respuestas a las preguntas que le preocupan acerca del ser humano, su psique o su comportamiento. Influido por el Latín Místico de Remy de Gourmont, escribe Secuencias, su primer libro de poesía.
Tras una corta estancia en París, regresa a San Petersburgo, en donde escribe su primera novela, Moganni Nameh que no se publicará hasta 1922, en 4 entregas en la revista Les Feuilles libres, y se sumerge en la lectura de Schopenhauer; una revelación se aparece en una frase de este que ilumina su relación con la realidad: "el mundo es mi representación". A partir de ese momento hace de su vida un poema y escribe la vida en su poesía.
Su estancia en los Estados Unidos le muestra el camino, nuevo y sometido a las leyes de la mecánica, de la velocidad, de la modernidad, en las que el mundo se embarca. Persiguiendo una forma adecuada de expresión, hambriento, alucinado, redacta su primer poema largo, Semana Santa en Nueva York que será siempre "su más hermosa noche de escritura": un poema considerado el fundador de la poesía moderna.

### La vocación literaria
En 1912 regresa a París, pero ya sabe cuál es su verdadera vocación; funda una revista, Les Hommes Nouveaux junto a Emil Szyttya, un conocido anarquista. Publica antes Secuencias en su propia editorial. Estos poemas de juventud tienen una inspiración clásica, son un homenaje a la prosa de Remy de Gourmont, al que admira. Traba amistad con personalidades artísticas y literarias: Apollinaire, Chagall, Fernand Léger, Léopold Survage, Modigliani, Csaky, Oleksandr Arjípenko, Robert y Sonia Delaunay. Con esta publica en 1913 su Prosa del Transiberiano y de la pequeña Jehanne de Francia, primer libro simultáneo (el texto y la imagen están estrechamente relacionados para producir en el lector una nueva emoción artística) que originará una encendida polémica. Al estallar la guerra, se alista en la Legión Extranjera. Pierde en Champaña el brazo derecho.
Publica La Guerra en Luxemburgo (el jardín), y un largo texto en prosa: He matado, primer libro ilustrado por Fernand Léger, que se puede incluir entre las páginas más bellas que se hayan podido escribir acerca de la guerra:

Mil millones de individuos me dedicaron toda su actividad de un día, su fuerza, su talento, su ciencia, su inteligencia, sus costumbres, sus sentimientos, su corazón. Y he aquí que hoy, tengo el cuchillo en la mano. El Eustache de Bonnot. "¡Viva la humanidad!" Palpo una fría verdad que se suma a una hoja cortante. Tengo razón. Mi joven pasado deportivo tiene que bastar. Aquí estoy con los nervios tensos, los músculos estirados, dispuesto a saltar en la realidad. He desafiado al torpedo, al cañón, a las minas, al fuego, al gas, a las ametralladoras, a toda la maquinaria anónima, demoníaca, sistemática, ciega. Voy a desafiar al hombre, mi semejante. Un mono. Ojo por ojo, diente por diente. Ahora será entre nosotros dos. A puñetazos, a cuchilladas. Sin piedad, salto encima de mi antagonista. Le doy un golpe terrible. La cabeza está casi separada. He matado al Boche. He sido más listo y más rápido que él. Más directo. He dado primero. Tengo sentido de la realidad, yo, poeta. He actuado. He matado. Como el que desea vivir.

Profundo hoy confirma su interés por una visión poética de la modernidad. Se interesa además por el cine y publica un guion: El fin del mundo filmado por el ángel de Notre-Dame, también ilustrado por su amigo, Fernand Léger. Su tercer poema "homérico", Panamá, o las aventuras de mis siete tíos aparecerá en 1918. A éste siguieron Diecinueve poemas elásticos, en donde recoge los poemas escritos antes de la guerra y que anuncian los Alcoholes de Apollinaire. Deja París, deseoso de encontrar una mayor libertad y decide trabajar en pueblecitos del sur de Francia, a la vez que se muestra interesado por el cine. Trabaja como ayudante de Abel Gance, y colabora en J'accuse (1919) y La Roue (1923) en las que incluso hizo de figurante, ya que con su brazo amputado era un herido muy verosímil. En 1920, trabaja de director en Roma, en donde dirige La venere nera. También escribe para los Ballets Suecos La Creación del Mundo, con música de Darius Milhaud y decorados y vestuario de Fernand Léger. Apasionado por África, al igual que otros muchos escritores de la época, será el primero que reunirá los textos más importantes de la tradición oral africana en su "Antología negra" que aparece en 1921. Los modernistas de São Paulo lo invitan en 1924 y viaja a Brasil, en donde conocerá entre otros al pintor Cicero Dias.
En 1924, publica su último libro de poemas: Kodak. En los años 1970 los estudiosos descubrieron que había inventado en esa ocasión la técnica del collage recortando y agrupando frases del Misterioso doctor Cornélius la novela popular de Gustave Le Rouge. Quiere mostrarlo así a su mejor amigo, que es también poeta. 
En 1925, decide abandonar la poesía y dedicarse a la novela. Escribe El oro, éxito mundial que revoluciona el género de la novela. A esta novela seguirán Moravagine, El Plan de la Aguja y Las Confesiones de Dan Yack (que a punto está de ganar el Premio Goncourt) y tres volúmenes de cuentos. 
También es el creador del género del "reportaje literario" con Ron - La aventura de Jean Galmot, y también Hollywood, la Meca del cine (ilustrado con 29 dibujos del natural de Jean Guérin).

### El exilio. La producción de posguerra
En 1939, al estallar la Segunda Guerra Mundial trabajará como corresponsal de guerra para el ejército británico. De todos sus reportajes, que aparecen publicados en "Paris Soir", saldrá un libro, "Con el ejército inglés", que aparecerá en la lista Otto y cuya tirada quemarán en su casi totalidad los alemanes. La invasión alemana le afectará mucho, se exiliará a Aix-en-Provence y durante tres años no escribirá nada.
Tras ese largo silencio publicará El hombre fulminado, La mano cortada, Bourlinguer y La urbanización del cielo que forman una tetralogía. De hecho están escritas como si fueran obras musicales, con su ritmo, sus 'cuadros' numerados, los párrafos y las frases medidos: Cendrars se reencuentra con su formación musical, perenne en su escritura, pero que adopta una nueva dimensión en estas grandes novelas relacionadas con su vida. Tras su retorno a la literatura, Doisneau acude a Aix para realizar un reportaje fotográfico sobre Cendrars. Ilustra el artículo de Maximilien Vox que publica en 1945 la revista de la cámara de comercio franco-sueca La Porte ouverte con un título que resume a la perfección esos años de guerra: Cendrars, un elefante solitario. Cendrars escribirá 4 años después, en 1949, el texto del primer libro de Doisneau: La periferia de París. Es la revelación de un gran fotógrafo.

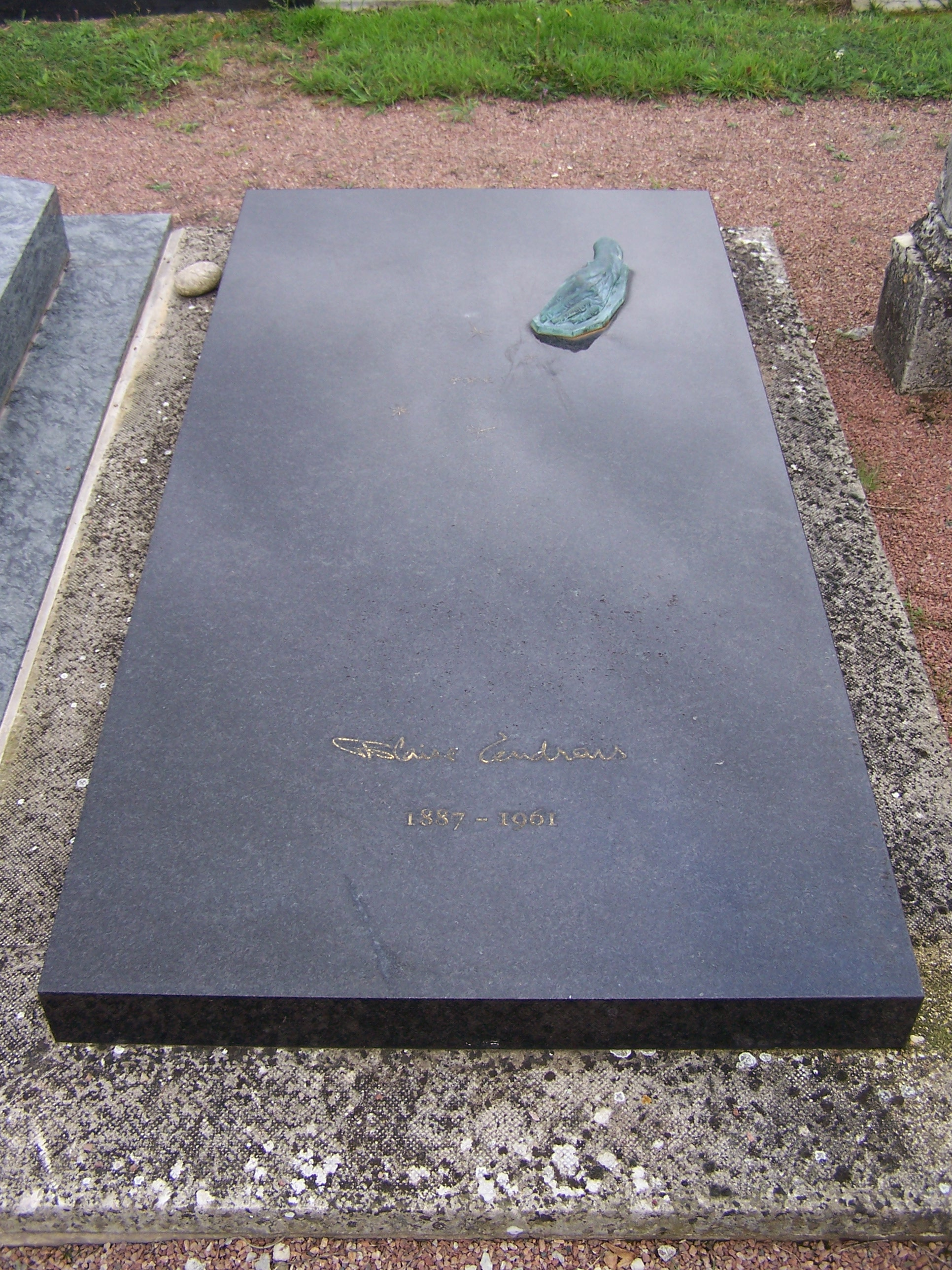
Tumba de Blaise Cendrars en Le Tremblay-sur-Mauldre.

El 27 de octubre de 1949, contrae matrimonio con Raymone Duchâteau, su enamorada de siempre en Sigriswil en la región del Oberland bernés. Escribe, para incluirlo en su novela "La torre Eiffel sideral": "Deseaba decir a los jóvenes de hoy que les engañan, que la vida no es un dilema y que entre las dos ideologías opuestas entre las que se les fuerza a optar, está la vida, la vida, con sus turbadoras y milagrosas contradicciones, la vida y sus ilimitadas posibilidades, sus absurdos mucho más capaces de alegrarnos que las idioteces y simplezas de la "política", y que por lo que tienen que optar es por la vida, a pesar de la atracción del suicidio, individual o colectivo, y de su fulminante lógica científica. No hay más posible elección. ¡ Vivir !".
En 1950 regresa a París. En 1956 escribe su última obra, una novela: ¡Llévame al fin del mundo! Enfermo, alcanza el grado de Comendador de la Legión de honor en 1960, distinción que le impone André Malraux.
Muere el 21 de enero de 1961, justo después de haber obtenido in extremis su único galardón literario oficial en vida: el Gran Premio Literario de la Ciudad de París. En el momento de su muerte, Cendrars tenía más de 30 novelas en preparación.
Entre 1961 y 1994 los restos de Blaise Cendrars reposaron en el Cementerio de Batignolles de París. Pero en 1994 sus restos se trasladaron al cementerio de Le Tremblay-sur-Mauldre en Yvelines, donde la familia poseía desde 1918 una residencia, su "casita de campo".

## Obras

### Poesía
- 1912 - La Pascua en Nueva York (Les Pâques à New York)
- 1913 
  - Secuencias (Séquences)
  - Prosa del Transiberiano y de la pequeña Jeanne de Francia (Prose du Transsibérien et de la petite Jeanne de france)
- 1916 - La guerra en Luxemburgo (La Guerre au Luxembourg)
- 1918 - Panamá, o las aventuras de mis siete tíos (Le Panama ou les aventures de mes sept oncles)
- 1919 - Diecinueve poemas elásticos (Dix-neuf poèmes élastiques)
- 1924 
  - Hojas de ruta (Feuilles de route. 1. Le Formose) >> Fund. Juan March, 2009
  - Kodak. Documentales (Kodak. Documentaire)
- 1957 - Desde el mundo entero al corazón del mundo (Du monde entier au cœur du monde)

### Novelas y relatos cortos
- 1908 - La Leyenda de Novgorod o del oro gris
- 1918 - He matado (J'ai tué)
- 1919 - El fin del mundo (La Fin du monde filmée par l'Ange N.-D.)
- 1921 - Antología negra (Anthologie nègre). >> Ardora, 2010.
- 1922 - Moganni Nameh (escrito antes de 1912)
- 1925 - El oro (L'Or. La merveilleuse histoire du général Johann August Suter). >> Alianza, 2006.
- 1926 - Moravagine. >> Alfaguara, 2004
- 1928 - Cuentos negros para niños blancos (Petits Contes nègres por les enfants des Blancs) >> Espasa, 1988.
- 1929
  - El plan de la aguja  (Le Plan de l'Aiguille. Dan Yack)
  - Las confesiones de Dan Yack (Les Confessions de Dan Yack)
  - Una noche en la selva (Une nuit dans la forêt)
- 1930
  - Como los blancos antes fueron negros (Comment les Blancs sont d'anciens Noirs)
  - Ron. La aventura de Jean Galmot (Rhum. L'aventure de Jean Galmot) >> Barataria, 2008
- 1936 - Hollywood, la Meca del cine (Hollywood, La Mecque du cinéma)
- 1937 - Historias ciertas (Histoires vraies)
- 1938 - La vida peligrosa (La Vie dangereuse)
- 1940 
  - De ultramar a índigo (D'Oultremer à Indigo)
  - Con el ejército inglés (Chez l'armée anglaise)
- 1945 - El hombre fulminado (L'Homme foudroyé). >> Nostromo, 1974
- 1946 - La mano cortada (La Main coupée. >> Argos-Vergara, 1980.
- 1948 - Bourlinguer
- 1949 - La urbanización del cielo (Le Lotissement du ciel), basado en la biografía de José de Cupertino.[2]
- 1956 - ¡Llévame hasta el fin del mundo! (Emmène-moi au bout du monde!...). >> Argos-Vergara, 1980.
- 1957 - Demasiado, es demasiado (Trop c'est trop)
- 1959 - A la aventura (À l'aventure)

### Otras
- 1917 - Profundo hoy
- 1923 - La venere nera (película)
- 1923 - La creación del Mundo (libreto teatral)